# Pansarbil fm/25

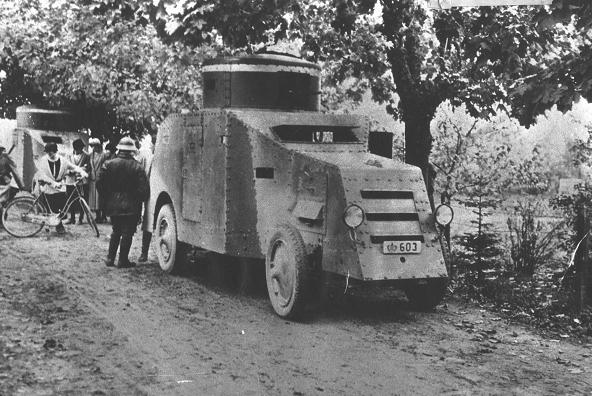
Pbil m/25

Pansarbil fm/25 (försöksmodell/1925), kort pbil fm/25, var en svensk pansarbil från mitten av 1920-talet, producerad av Tidaholms bruk i tre försöksexemplar (den sista i modifierad form som pbil fm/26). Modellen är den första pansarbilen att byggas i Sverige och den första att brukas av Svenska armén.

## Historia
När Pansarbil m/25 togs fram var avsikten i första hand att få fram försöksfordon för att kunna börja prova ut en svensk pansarbilstaktik. I april 1924 var ritningar för den första pansarbilen klar och tillverkningen startade omedelbart. De byggdes vid Tidaholms bruk och var i grunden lastbilar från bruket som försetts med en "pansarbeklädnad". Karosserna skulle ursprungligen ha tillverkats i pansarplåt från Bofors men de fick problem med leveranserna och beklädnaden kom att byggas i vanligt 5 millimeters handelsjärn. Avsikten var att plåtarna senare skulle härdas, men det är oklart om det arbetet någonsin blev utfört. Två pansarbilar färdigställdes 1925, avsikten var att de skulle vara klara inför kavalleriövningarna sommaren 1925 men bilarna blev inte klara förrän hösten 1925. Båda bilarna var beväpnade med en 6,5 millimeters kulspruta m/00 Hotchkiss monterad i ett runt torn. Pansarbilarna kom att placeras vid K 3 i Skövde. En tredje pansarbil levererades 1926 och fick ett något annorlunda utförande med erfarenheterna från försöken med de bilar som levererades året innan. Pansarplåtarnas hörn var mer avfasade och bilen var mer strömlinjeformad. I stället för Hotchkisskulsprutor var bilen beväpnad med en kulspruta m/22 i tornet. Denna pansarbil erhöll modellbeteckningen pansarbil m/26. Pansarbil nummer 1, den första av de från 1925 skrotades 1935, de båda andra kom att användas fram till andra världskriget.

### Webbkällor
- Rickard O. Lindström. ”Pansarbil fm/25 & fm/26”. ointres.se. http://www.ointres.se/pansarbil_m_25.htm. Läst 11 mars 2023.

### Tryckta verk
- Rickard O. Lindström; Carl-Gustaf Svantesson (2009). Svenskt pansar - 90 år av stridsfordonsutveckling. Hallstavik: Svenskt Militärhistoriskt Bibliotek. sid. 28–29. ISBN 978-91-85789-37-5